# Ninjatitan
Ninjatitan („nindža - titán“) byl rod vývojově primitivního titanosaurního  sauropodního dinosaura, žijícího na území současné Argentiny (provincie Neuquén) v období rané křídy (před 140 až 134 miliony let). Jedná se patrně o vývojově nejprimitivnějšího známého titanosaurního sauropoda vůbec.

## Objev a význam
Fosilie tohoto sauropoda byly objeveny roku 2014 v sedimentech geologického souvrství Bajada Colorada. Formálně byl druh Ninjatitan zapatai popsán počátkem roku 2021. Rodové jméno odkazuje k přezdívce paleontologa Sebastiana Apesteguii ("El Ninja"), druhové je poctou technikovi paleontologických expedic do terénu, Rogeliu Zapatovi.

## Popis a význam
Ninjatitan byl mohutně stavěným čtvernohým býložravcem s velmi dlouhým krkem a ocasem, masivním trupem a sloupovitýma nohama. Hlava byla relativně malá. Délka tohoto druhu dosahovala přibližně 20 metrů, patřil tedy ke středně velkým zástupcům své skupiny. Největší příbuzní tohoto sauropoda byli také největšími suchozemskými živočichy všech dob (například o 45 milionů let mladší druh Argentinosaurus huinculensis).
Tento taxon je významný zejména kvůli svému fylogenetickému postavení mezi sauropodními dinosaury - jedná se totiž patrně o vývojově nejprimitivnějšího (nejbazálnějšího) známého titanosaura. Při geologickém stáří až 140 let je zároveň jedním z nejstarších známých zástupců této skupiny.